# Montferrier (volcán)
Es un volcán de la comuna de Montferrier, en el departamento de Mediodía-Pirineos. Situado al N de la capital de la comuna. Son los restos de una caldera volcánica que se puede apreciar estupendamente. En el centro de la caldera, se asienta varios pueblos. Está compuesto de peridotita. Sus coordenadas son: 42.905610° 1.790824°